# 아오르꺼러
아오르꺼러(중국어: 敖日格乐, 병음: Áorìgélè 아오르거러[*], 1995년 3월 6일 ~ )는 중국의 종합격투기 선수이다. 내몽골 자치구 출신으로 현재 대한민국의 종합격투기 단체 로드 FC에서 무제한급 선수로 활동하고 있다.

## 종합격투기 경력

### 초기 경력
몽골 씨름인 부흐를 수련하다가 만 14세 때 격투기로 전향하며 산타를 시작했고, 만 15세 때 중국 종합격투기의 대부 숀 쓰에준 선생님의 가르침을 얻기 위해 시안체육학교에 들어갔다.
2014년, 12월 30일 처음으로 자국 종합격투기 단체 CKF의 대회에 참가, CKF 12/30 대회에서 왕얀보를 상대로 단 7초 만에 KO 승을 거뒀다.
2015년, 4월 CKF 4/7 대회에서 칭꺼러에게 1분 18초 만에 암바에 의한 서브미션으로 패했다.

### 로드 FC
2015년, 12월 대한민국의 종합격투기 단체 로드 FC의 첫 중국 대회 Road FC 027에서 김재훈을 상대로 프로 데뷔전을 가졌다. 이 시합은 초대 챔피언을 가리는 무제한급 토너먼트 8강전 매치이기도 했다. 두 선수의 기 싸움은 11월 18일 중국 북경 마르코폴로 호텔에서 진행된 기자회견장에서부터 이미 육탄전을 벌이며 시작됐고 대회 전일 진행된 계체량 현장에서도 이어졌다. 하지만 경기 결과는 치열한 신경전에 비해 아오르꺼러의 1라운드 24초 TKO로 싱겁게 끝났다.
2016년, 1월 자국에서 개최된 2016 Oriental Summit International MMA Tournament 대회에서 몽골의 우니에르지리갈라에게 1라운드 파운딩 TKO 패 했다. 아오르꺼러는 손쉽게 테이크 다운을 내주며 현격한 그라운드에서의 실력 차이를 보였고 결국 패했다. 4월 중국에서 개최된 Road FC 030 대회에서 K-1 전설 대한민국의 최홍만과 로드 FC 무제한급 토너먼트 4강전을 가졌고 1라운드 TKO 패 했다. 최홍만을 계속해서 몰아붙였으나 최홍만의 카운터성 레프트 스트레이트 한방에 고혈압과 고지혈증이 도져 앞으로 쓰러졌고 최홍만의 추가 젖치기가 이어지며 경기는 끝이 났다. 7월 Road FC 032 중국 대회에서 마찬가지로 K-1 전설로 여겨지는 미국의 밥 샙과 대결을 펼쳤고 1라운드 35초 만에 TKO 승을 거두며 연패 탈출에 성공했다. 11월 Road FC 034 중국 대회에서 딥 헤비급 챔피언 출신 가와구치 유스케를 상대로 공이 울리자마자 몰아 붙이면서 왼손 훅으로 다운시켰고 이후 무차별 파운딩을 퍼부으며 TKO 승을 거뒀다.
2017년, 6월 Road FC 039 대회에서 대한민국의 명현만과 대결을 펼쳤으나 1라운드 9초만에 명현만의 로블 로 공격을 가격당하며 쓰려졌고 경기는 무효 처리됐으며 다행히 큰 이상 없이 중국으로 귀환하였다. 이 로블 로 사건은 미국의 스포츠 전문매체 블리처 리포트 등 해외 언론들을 통해 보도되면서 세계적으로 화제가 됐다. 9월 Road FC 042 대회에서 일본의 마스다 유스케를 상대로 3라운드까지 가는 다소 의도적인 긴 시간을 소화하며 시종일관 그라운드에서 압도적인 경기를 펼쳤고 3라운드 파운딩 TKO 승을 거뒀다. 11월 Road FC 044 중국 대회에서 프라이드 출신 일본의 베테랑 파이터 후지타 가즈유키를 상대로 1라운드 시작 2분 1초 만에 펀치에 이은 파운딩으로 TKO 승을 거뒀다.

## 종합격투기 전적

### 프로페셔널
| 프로 종합격투기 전적 | 프로 종합격투기 전적 | 프로 종합격투기 전적 | 프로 종합격투기 전적 | 프로 종합격투기 전적 | 프로 종합격투기 전적 | 프로 종합격투기 전적 | 프로 종합격투기 전적 |
| -------------------- | -------------------- | -------------------- | -------------------- | -------------------- | -------------------- | -------------------- | -------------------- |
| 8 시합               | (T)KO                | 항복                 | 판정                 | 실격                 | 그 밖                | 비김                 | 무효                 |
| 5 승                 | 5                    | 0                    | 0                    | 0                    | 0                    | 0                    | 1                    |
| 2 패                 | 2                    | 0                    | 0                    | 0                    | 0                    | 0                    | 1                    |

| 결과 | 누적 전적 | 상대             | 방식                             | 대회                                              | 날짜       | 라운드 | 시간 | 장소     | 비고                  |
| ---- | --------- | ---------------- | -------------------------------- | ------------------------------------------------- | ---------- | ------ | ---- | -------- | --------------------- |
| 승   | 5-2-0 (1) | 후지타 가즈유키  | TKO (펀치)                       | Road FC 044                                       | 2017.11.11 | 1      | 1:59 | 중국     | 무제한급 매치 (3 x 5) |
| 승   | 4-2-0 (1) | 마쓰다 유스케    | TKO (펀치)                       | Road FC 042                                       | 2017.09.23 | 3      | 1:51 | 대한민국 | 무제한급 매치 (3 x 5) |
| 무효 | 3-2-0 (1) | 명현만           | 부상 (명현만의 비고의성 로 블로) | Road FC 039                                       | 2017.06.10 | 1      | 0:09 | 대한민국 | 무제한급 매치 (3 x 5) |
| 승   | 3-2-0     | 가와구치 유스케  | TKO (펀치)                       | Road FC 034                                       | 2016.11.19 | 1      | 2:38 | 중국     | 무제한급 매치 (2 x 5) |
| 승   | 2-2-0     | 밥 샙            | TKO (펀치)                       | Road FC 032                                       | 2016.07.02 | 1      | 0:35 | 중국     | 무제한급 매치 (3 x 5) |
| 패   | 1-2-0     | 최홍만           | TKO (펀치)                       | Road FC 030: in China                             | 2016.04.16 | 1      | 1:36 | 중국     | 무제한급 매치 (3 x 5) |
| 패   | 1-1-0     | 우니에르지리갈라 | TKO (펀치)                       | 2016 Oriental Summit International MMA Tournament | 2016.01.21 | 2      | 1:13 | 중국     | 무제한급 매치 (3 x 5) |
| 승   | 1-0-0     | 김재훈           | TKO (펀치)                       | Road FC 027: In China                             | 2015.12.26 | 1      | 0:24 | 중국     | 무제한급 매치 (3 x 5) |

### 아마추어
| 아마추어 종합격투기 전적 | 아마추어 종합격투기 전적 | 아마추어 종합격투기 전적 | 아마추어 종합격투기 전적 | 아마추어 종합격투기 전적 | 아마추어 종합격투기 전적 | 아마추어 종합격투기 전적 | 아마추어 종합격투기 전적 |
| ------------------------ | ------------------------ | ------------------------ | ------------------------ | ------------------------ | ------------------------ | ------------------------ | ------------------------ |
| 2 시합                   | (T)KO                    | 항복                     | 판정                     | 실격                     | 그 밖                    | 비김                     | 무효                     |
| 1 승                     | 1                        | 0                        | 0                        | 0                        | 0                        | 0                        | 0                        |
| 1 패                     | 0                        | 1                        | 0                        | 0                        | 0                        | 0                        | 0                        |

| 결과 | 누적 전적 | 상대   | 방식            | 대회      | 날짜       | 라운드 | 시간 | 장소 | 비고                  |
| ---- | --------- | ------ | --------------- | --------- | ---------- | ------ | ---- | ---- | --------------------- |
| 패   | 1-1-0     | 칭꺼러 | 서브미션 (암바) | CKF 4/7   | 2015.04.07 | 1      | 1:18 | 중국 | 무제한급 매치 (3 x 3) |
| 승   | 1-0-0     | 왕얀보 | KO (펀치)       | CKF 12/30 | 2014.12.30 | 1      | 0:07 | 중국 | 무제한급 매치 (3 x 3) |

## 같이 보기
- 김재훈
- 명현만
- 최홍만
- 밥 샙
- 현 로드 FC 선수 목록
- 로드 FC 선수 목록
- 로드맨 베이징 익스프레스
- 로드 FC